# Giovanni Piatti
Giovanni Piatti (Como, 26 settembre 1910 – Arnautowo, 26 gennaio 1943) è stato un militare italiano, decorato con la medaglia d'oro al valor militare alla memoria per il coraggio dimostrato in combattimento durante la seconda battaglia difensiva del Don.

## Biografia
Nacque a Como il 26 settembre 1910, figlio di Leopoldo e Anita Annoni, dove si diplomò ragioniere nel 1929, venendo chiamato a prestare servizio militare l'anno successivo. Ammesso a frequentare la Scuola Allievi Ufficiali della specialità alpini presso la sede del Corpo d'armata di Milano, nel luglio del 1930 fu nominato sottotenente di complemento ed assegnato al 7º Reggimento alpini.
Congedatosi nell'agosto 1931 venne assunto come funzionario presso la Cassa di Risparmio di Milano, conseguendo qualche anno dopo la laurea in economia e commercio presso l'Università degli Studi di Genova.
Richiamato in servizio attivo nel 1939, assegnato al centro di mobilitazione del battaglione alpini "Tirano",  da settembre al dicembre dello stesso anno presta servizio nella compagnia mitraglieri da posizione conseguendo la promozione a tenente. Posto in licenza illimitata, dopo l'entrata in guerra del Regno d'Italia, fu richiamato nuovamente in servizio attivo nel febbraio 1941, entrando in servizio dapprima nel battaglione "Valtellina", e poi nella 48ª Compagnia del battaglione "Tirano".
Il 20 luglio 1942 partì insieme alla sua unità, in forza al 5º Reggimento della 2ª Divisione alpina "Tridentina", per il fronte russo. Durante lo svolgimento della seconda battaglia difensiva del Don cade in combattimento a Nikolaevka il 26 gennaio 1943, colpito al petto da una scheggia. Gli fu assegnata la Medaglia d'oro al valor militare alla memoria, massima onorificenza italiana.